# 6258 Rodin
6258 Rodin è un asteroide della fascia principale. Scoperto nel 1973, presenta un'orbita caratterizzata da un semiasse maggiore pari a 2,2593848 UA e da un'eccentricità di 0,0831991, inclinata di 4,05508° rispetto all'eclittica.